# Де Ля Уссе, Арман Лебрен
Арман Лебрен де Ля Уссе (фр. Armand Lebrun de La Houssaye; 1768—1846) — французский военный деятель, дивизионный генерал (1807 год), барон (1808 год), граф (1819 год), участник революционных и наполеоновских войн. Имя генерала выбито на Триумфальной арке в Париже.

## Биография
Родился в семье королевского фермера Андре Ле Брена (фр. André Jacques Philippe Le Brun; 1726—) и его супруги Марии Беке (фр. Marie Adrienne Becquet; 1742—). 15 сентября 1791 года начал военную службу в звании младшего лейтенанта в 82-м пехотном полку. 10 марта 1792 года был переведён в 5-й драгунский полк. 6 ноября 1792 года произведён в капитаны с назначением в легион Мозеля и получил должность адъютанта генерала Бёрнонвиля. С отличием сражаясь в кампаниях 1792-96 годов в рядах Северной и Мозельской армий, 27 февраля 1793 года был произведён в командиры эскадрона. Продолжал выполнять функции адъютанта до 15 марта 1793 года, когда был переведён в 3-й гусарский полк. Отличился в сражениях при Карлсберге и Кайзерслаутерне. При Фрёшвиллере во главе всего полка первым вошёл в редуты противника, вынудив сложить оружие 1500 венгерских гренадер, захватил 28 орудий и был ранен мушкетной пулей в правую ногу.
Был повышен 21 марта 1794 года до звания командира бригады и получил под своё начало 3-й гусарский полк в составе Северной армии. 23 января 1796 года был арестован за появление в нетрезвом виде на представлении в Гааге. 2 мая 1796 года назначен временным комендантом Утрехта. В декабре 1796 года переведён в Самбро-Маасскую армию, в 1798 году — в Английскую армию. В 1799 году в составе Наблюдательной Рейнской армии участвовал в экспедиции против восставшей Бельгии. 5 октября 1799 года в бою у Хёхста близ Франкфурта получил пулевое ранение в пятку. С 1800 года служил последовательно в Дунайской и Рейнской армиях. С 1801 по 1803 годы служил в 1-м военном округе. 5 октября 1803 года назначен инспектором побережья департаментов Манш и Кальвадос.
1 февраля 1804 года произведён в бригадные генералы. 29 апреля 1805 года возглавил Комиссию, предназначенную для составления проекта нового регламента для лёгкой кавалерии. 7 июня был определён в состав 1-й резервной кавалерийской дивизии Нансути Армии Берегов Океана, и возглавил в ней 2-ю кирасирскую бригаду. 24 августа эта дивизия получила официальное название 1-я дивизия тяжёлой кавалерии. Участвовал в Австрийской кампании 1805 года. Отличился при Аустерлице.
21 сентября 1806 года получил под своё начало бригаду лёгкой кавалерии 1-го армейского корпуса. Участвовал в Прусской и Польской кампаниях 1806-07 годов.
14 мая 1807 года стал дивизионным генералом, и в тот же день возглавил 4-ю драгунскую дивизию резервной кавалерии. Отличился при Шпандене и Фридланде. 12 июля 1807 года вместе со своей дивизией переведён в 3-й армейский корпус. 7 сентября 1808 года переведён в состав Армии Испании. Участвовал во взятии Мадрида 4 декабря и Эскориаля 5 декабря. 1 января 1809 года переведён вместе с дивизией во 2-й корпус Армии Испании. 5 января 1809 года под командой маршала Сульта отличился в бою при Феррейре, где помешал вражескому арьергарду взорвать мост через реку. С 31 января 1810 года сражался под командой генерала Ренье. 21 апреля 1810 года отличился в бою при Рокке, где во главе 17-го и 27-го драгунских полков нанёс поражение испанцам, потерявшим 800 человек убитыми и 600 пленными Затем во главе отдельного отряда в 1500 человек пехоты и кавалерии двинулся в провинцию Куэнка, при Вилья-дель-Арно опрокинул и рассеял авангард герильясов Дона Хуана Мартина, после чего разгромил и главные силы испанцев (3000 пехоты и 400 кавалеристов), захватив в плен целый батальон (600 человек, включая 20 офицеров). В августе 1810 года переведён в Армию Центра с назначением губернатором Толедо. В апреле 1811 года стал губернатором провинции Куэнка. 14 июля 1811 года между Алькобером и Валь-де-Оливаром нанёс сокрушительное поражение испанским войскам генерала Зайяса, которые потеряли 600 человек убитыми, 1000 пленными, знамя, весь багаж, огромный парк крупного рогатого скота и 200 лошадей.
16 июля 1811 года Лебрен был отозван во Францию и в сентябре покинул Пиренейский полуостров. 9 января 1812 года получил под своё начало 6-ю дивизию тяжёлой кавалерии в составе 3-го кавалерийского корпуса генерала Груши. Принимал участие в Русской кампании 1812 года. Был тяжело ранен в сражении при Бородино. 10 декабря, французская армия эвакуировала Вильно, оставив в этом городе более 10 000 больных и раненых, в том числе большое количество офицеров всех чинов, среди которых был и генерал Ля Уссе. Все они были взяты в плен.
В июне 1814 года возвратился во Францию и с 1 сентября того-же года оставался без служебного назначения. В период «Ста дней» присоединился к Императору и 6 апреля 1815 года назначен командиром 2-й кавалерийской дивизии 1-го корпуса. 5 июня 1815 года определён в распоряжение военного министра в качестве коменданта и инспектора кавалерийских депо, после второй Реставрации выведен в резерв. 30 декабря 1818 года возвращён в списки Генерального штаба и 13 января 1819 года занял пост командующего 14-го военного округа в Кане. С 30 марта 1820 года оставался без служебного назначения. 23 июля 1823 года назначен генеральным инспектором жандармерии. С 1 января по 1 апреля 1828 года выполнял функции члена Экзаменационной комиссии по вооружению. 25 мая 1832 года определён в резерв и 1 ноября 1833 года вышел в отставку.
Умер 19 июня 1846 года в Париже в возрасте 77 лет. 

## Воинские звания
- Младший лейтенант (15 сентября 1791 года);
- Капитан (6 ноября 1792 года);
- Командир эскадрона (27 февраля 1793 года);
- Полковник (21 марта 1794 года);
- Бригадный генерал (1 февраля 1804 года);
- Дивизионный генерал (14 мая 1807 года).

## Титулы
- Герб баронаБарон Ля Уссе и Империи (фр. baron de La Houssaye et de l'Empire; декрет от 19 марта 1808 года, патент подтверждён 22 ноября 1808 года в Бургосе)[2][3].

## Награды
Легионер ордена Почётного легиона (11 декабря 1803 года)
 Коммандан ордена Почётного легиона (14 июня 1804 года)
 Кавалер военного ордена Святого Людовика (19 июля 1814 года)
 Орден Лилии